# Die Sonne und der Wind

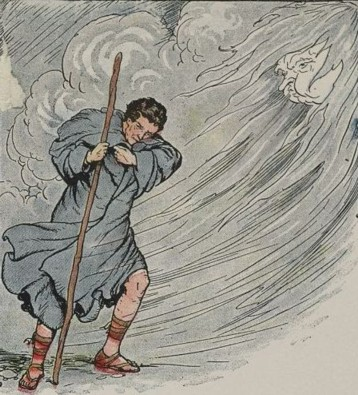

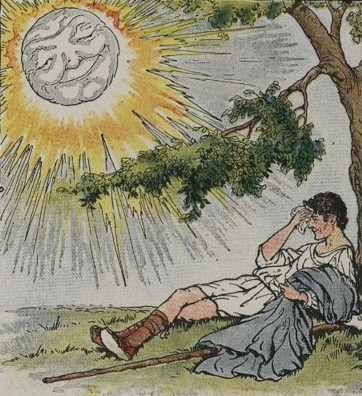

Sonne und Wind ist eine Äsop zugeschriebene Fabel.
Sie wurde erstmals im 16. Jahrhundert von Joachim Camerarius dem Älteren aus dem Griechischen ins Deutsche übersetzt, die bekannteste deutsche Nachdichtung ist wohl die von August Gottlieb Meißner (1753–1807). Bereits im Jahre 1688 hatte Jean de La Fontaine eine französische Fassung der äsopischen Fabel veröffentlicht, die den Titel Phöbus und Boreas trägt. Johann Gottfried Herder befasste sich auch mit diesem Thema und versah eines seiner Gedichte mit dem Titel Wind und Sonne (siehe unten). Die im englischen Sprachraum bekannteste Übersetzung mit dem Titel The North Wind and the Sun (dt. Der Nordwind und die Sonne) stammt von George Fyler Townsend aus dem Jahr 1887.

## Inhalt
In allen Fassungen der Fabel streiten sich Wind und Sonne, wer von den beiden der Stärkere sei. Sie einigen sich, derjenige solle als der Stärkere angesehen werden, der einen Wanderer, der des Weges kommt, zuerst dazu bringen kann, seinen Mantel abzulegen. Je stärker der Wind bläst, desto fester hüllt sich der Wanderer in seinen Mantel, während es der Sonne schnell gelingt, den Wanderer durch die Wärme ihrer Strahlen dazu zu bringen, seine Kleidung abzunehmen. Der Wind muss die Sonne als Siegerin des Wettbewerbs anerkennen.
Die französische Version endet mit der Moral « Plus fait douceur que violence » (dt. „Mehr bewirkt Sanftheit als Gewalt“), die in der englischen Fassung als „Persuasion is better than force“ (dt. „Überzeugung ist besser als Kraft“) wiedergegeben wird. Meißners Fabel endet mit der Moral: „Zehnmal sicherer wirken Milde und Freundlichkeit, als Ungestüm und Strenge.“ Bei Herder ist folgende Moral zu lesen: Übermacht, Vernunftgewalt / Macht und läßt uns kalt; / Warme Christusliebe – / Wer, der kalt ihr bliebe?

## Meißners Nachdichtung„Sonne und Wind“
„Einst stritten sich Sonne und Wind: wer von ihnen beiden der Stärkere sei? und man ward einig: derjenige solle dafür gelten, der einen Wanderer, den sie eben vor sich sahen, am ersten nötigen würde, seinen Mantel abzulegen.
Sogleich begann der Wind zu stürmen; Regen und Hagelschauer unterstützten ihn. Der arme Wanderer jammerte und zagte; aber auch immer fester und fester wickelte er sich in seinen Mantel ein, und setzte seinen Weg fort, so gut er konnte.
Jetzt kam die Reihe an die Sonne. Senkrecht und kraftvoll ließ sie ihre Strahlen herabfallen. Himmel und Erde wurden heiter; die Lüfte erwärmten sich. Der Wanderer vermochte nicht länger den Mantel auf seinen Schultern zu erdulden. Er warf ihn ab, und erquickte sich im Schatten eines Baumes, indes die Sonne sich ihres Sieges erfreute.
Zehnmal sicherer wirken Milde und Freundlichkeit, als Ungestüm und Strenge.“

## Herders Gedicht„Wind und Sonne“
Meißners Prosafabel wird oft irrtümlicherweise Johann Gottfried Herder zugeschrieben, der sich ebenfalls an dieselbe äsopische Fabel anlehnte und eines seiner Gedichte Wind und Sonne (und nicht (die) Sonne und (der) Wind) betitelte:

„Wind und Sonne machten Wette,

Wer die meisten Kräfte hätte,

Einen armen Wandersmann

Seiner Kleider zu berauben.

Wind begann;

Doch sein Schnauben

Tat ihm nichts; der Wandersmann

Zog den Mantel dichter an.

Wind verzweifelt nun und ruht;

Und ein lieber Sonnenschein

Füllt mit holder, sanfter Gluth

Wanderers Gebein.

Hüllt er nun sich tiefer ein?

Nein!

Ab wirft er nun sein Gewand,

Und die Sonne überwand.

Übermacht, Vernunftgewalt

Macht und läßt uns kalt;

Warme Christusliebe –

Wer, der kalt ihr bliebe?“

## Verwendung in der Phonetik
Der Text wurde als phonetischer Mustertext bekannt, der in zahlreiche Sprachen und Dialekte übersetzt wurde: Die beim Vorlesen des Textes, üblicherweise durch Muttersprachler der jeweiligen Sprache, entstandene Transkription dient als Illustration einer möglichen lautlichen Umsetzung dieser Sprache. Verwendet wurde die Fabel unter anderem in der offiziellen Referenz für den Gebrauch des Internationalen Phonetischen Alphabets, dem Handbook of the International Phonetic Association. Früher wurde an ihrer Stelle beispielsweise das Vaterunser transkribiert, das als Gebetsformel jedoch kaum dem Anspruch genügen konnte, auch nur annähernd natürlichen Sprachgebrauch abzubilden. Die im Handbook of the IPA zitierten Fassungen auf Deutsch, Englisch und Französisch sind nicht identisch mit den Texten von Meißner, Townsend und La Fontaine; stattdessen handelt es sich um eigens angefertigte Übersetzungen, die vor allem mit dem Ziel konzipiert wurden, in allen Sprachen eine, so weit wie möglich, ähnliche Handlungsstruktur und Satzzahl zu erreichen.
Der deutsche Text im Handbook lautet:
„Einst stritten sich Nordwind und Sonne, wer von ihnen beiden wohl der Stärkere wäre, als ein Wanderer, der in einen warmen Mantel gehüllt war, des Weges daherkam. Sie wurden einig, daß derjenige für den Stärkeren gelten sollte, der den Wanderer zwingen würde, seinen Mantel abzunehmen. Der Nordwind blies mit aller Macht, aber je mehr er blies, desto fester hüllte sich der Wanderer in seinen Mantel ein. Endlich gab der Nordwind den Kampf auf. Nun erwärmte die Sonne die Luft mit ihren freundlichen Strahlen, und schon nach wenigen Augenblicken zog der Wanderer seinen Mantel aus. Da mußte der Nordwind zugeben, daß die Sonne von ihnen beiden der Stärkere war.“
Eine phonemische Transkription dieses Textes sieht wie folgt aus:
/aɪnst ˈʃtrɪtɛn zɪç ˈnɔrtvɪnt ʊnt ˈzɔnɛ | veːr fɔn ˈiːnɛn ˈbaɪdɛn voːl deːr ˈʃtɛrkɛrɛ ˈvɛːrɛ | als aɪn ˈvandɛrɛr | deːr ɪn ˈaɪnɛn ˈvarmɛn ˈmantɛl gɛˈhʏlt vaːr | dɛs ˈveːgɛs daˈheːrˌkaːm ‖ ziː ˈvʊrdɛn ˈaɪnɪç | das ˈdeːrjeːnɪgɛ fyːr deːn ˈʃtɛrkɛrɛn ˈgɛltɛn ˈzɔltɛ | deːr deːn ˈvandɛrɛr ˈtsvɪŋɛn ˈvʏrdɛ | ˈzaɪnɛn ˈmantɛl ˈaptsuːˌneːmɛn ‖ deːr ˈnɔrtvɪnt bliːs mɪt ˈalɛr maxt | ˈaːbɛr jeː ˈmeːr eːr bliːs | ˈdɛstoː ˈfɛstɛr ˈhʏltɛ zɪç deːr ˈvandɛrɛr ɪn ˈzaɪnɛn ˈmantɛl aɪn ‖ ˈɛntlɪç gaːp deːr ˈnɔrtvɪnt deːn kampf aʊf ‖ nuːn ɛrˈvɛrmtɛ diː ˈzɔnɛ diː lʊft mɪt ˈiːrɛn ˈfrɔɪntlɪçɛn ˈʃtraːlɛn | ʊnt ʃoːn naːx ˈveːnɪgɛn aʊgɛnˈblɪkɛn tsoːk deːr ˈvandɛrɛr ˈzaɪnɛn ˈmantɛl aʊs ‖ daː ˈmʊstɛ deːr ˈnɔrtvɪnt ˈtsuːgeːbɛn | das diː ˈzɔnɛ fɔn ˈiːnɛn ˈbaɪdɛn deːr ˈʃtɛrkɛrɛ vaːr/
(Wenn man, im Gegensatz zu dieser Darstellung, von der Existenz eines Phonems /⁠ə⁠/ ausginge, müsste man alle /⁠ɛ⁠/ in unbetonten Positionen durch dieses ersetzen.)
Eine mögliche phonetische Transkription dieses Textes sieht wie folgt aus:
[aɪns ˈʃtʁɪtn̩ zɪç ˈnɔɐ̯tvɪnt ʊntˈz̥ɔnə | veːɐ̯ fɔn ˈiːnː ˈbaɪdn̩ voːl deːɐ̯ ˈʃtɛɐ̯kəʁə ˈvɛːʁə | als aɪn ˈvandəʁɐ | deːɐ̯ ɪn ˈaɪnː ˈvaːɐ̯mn̩ ˈmantl̩ gəˈhʏlt vaːɐ̯ | dəs ˈveːgəs daˈheːɐ̯kaːm ‖ ziː ˈvʊɐ̯dn̩ ˈaɪnɪç | das ˈdeːɐ̯jeːnɪgə fʏɐ̯ deːn ˈʃtɛɐ̯kəʁən ˈgɛltn̩ ˈzɔltə | deːɐ̯ deːn ˈvandəʁɐ ˈtsvɪŋ̍ ˈvʏɐ̯də | ˈzaɪnː ˈmantl̩ ˈaptsʊˌneːmː ‖ deːɐ̯ ˈnɔɐ̯tvɪnt bliːs mɪt ˈalɐ maxt | ˈaːbɐ jeˈmeːɐ̯ eːɐ̯ bliːs | ˈdɛsto ˈfɛstɐ ˈhʏltə zɪç deːɐ̯ ˈvandəʁɐ ɪn ˈzaɪnː ˈmantl̩ aɪn ‖ ˈɛntlɪç gaːp deːɐ̯ ˈnɔɐ̯tvɪnt deːn kampf aʊf ‖ nuːn ɛɐ̯ˈvɛɐ̯mtə diː ˈzɔnə diː lʊft mɪt ˈiːɐ̯n̩ ˈfʁɔɪntlɪçn̩ ˈʃtʁaːln̩ | ʊnt ʃoːnaːx ˈveːnɪgŋ̍ aʊgŋ̍ˈblɪkŋ̍ tsoːk deːɐ̯ ˈvandəʁɐ ˈzaɪnː ˈmantl̩ aʊs ‖ daː ˈmʊstə deːɐ̯ ˈnɔɐ̯tvɪnt ˈtsuːgeːbm̩ | das diː ˈzɔnə fɔn ˈiːnː ˈbaɪdn̩ deːɐ̯ ˈʃtɛɐ̯kəʁə vaːɐ̯]
(Die hier wiedergegebene Aussprache erhebt keinen Anspruch darauf, als allgemeingültig oder standardsprachlich zu gelten, sondern lediglich als im gesamten deutschen Sprachraum verständlich.)